# Stateline (Idaho)
Stateline è un comune (city) degli Stati Uniti d'America della contea di Kootenai nello Stato dell'Idaho. La popolazione era di 38 persone al censimento del 2010. La città è nota per la sua industria del sesso che attira business dalle vicine città di Spokane, Washington, e Coeur d'Alene, Idaho.

## Geografia fisica
Stateline è situata a 47°42′18″N 117°02′17″W (47.705131, -117.037933).
Secondo lo United States Census Bureau, ha un'area totale di 0,10 miglia quadrate (0,26 km²).

## Storia
Stateline, che si trova lungo la U.S. Route 10, è stata incorporata nel 1947 per la vendita del distillato e per il possedimento delle slot machine. La popolazione era di 137 abitanti all'epoca.

## Società

### Evoluzione demografica
Secondo il censimento del 2010, c'erano 38 persone.

### Etnie e minoranze straniere
Secondo il censimento del 2010, la composizione etnica della città era formata dal 100,0% di bianchi.